# Om kärlek är...
Om kärlek är... är en svensk TV-serie från 1982 i sex avsnitt. Serien regisserades av Yngve Gamlin och dess manus skrevs av Carl-Johan Seth.

## Rollista
- Sören Alm - herr Vagnlider
- Lars-Erik Berenett - kompanjon
- Else Marie Brandt - hyresvärdinna
- Irma Erixson - fru Vagnlider
- Jonas Falk - taxichaufför
- Jannie Faurschou - Eva
- Gunilla Gårdfeldt - kund
- Christina Hellman - kund
- Roland Hjort - Svante Vagnlider
- Barbro Kollberg - kund
- Christel Körner - sekreterare
- Evert Lindkvist - Evert
- Kerstin Magnusson - systern på ålderdomshemmet
- Alf Nilsson - störig norrlänning
- Barbro Oborg - Eva-Britt
- Ulf Qvarsebo - rektor
- Christina Stenius - Birgitta
- Doris Svedlund - Emma
- Ove Tjernberg - Ingemar
- Rune Turesson - morfar
- Bruno Wintzell - försäljare